# كيكو ميورا
كيكو ميورا (باليابانية: 三浦恵子؛ بالكانا: みうら けいこ) هي لاعب هوكي الحقل يابانية، ولدت في 16 مارس 1975 في غيفو في اليابان.

## وصلات خارجية
- كيكو ميورا على موقع الاتحاد الدولي للهوكي (الإنجليزية)
- كيكو ميورا على موقع اللجنة الأولمبية الدولية (الإنجليزية)
- كيكو ميورا على موقع أوليمبيديا (الإنجليزية)